# 鄭乙虎

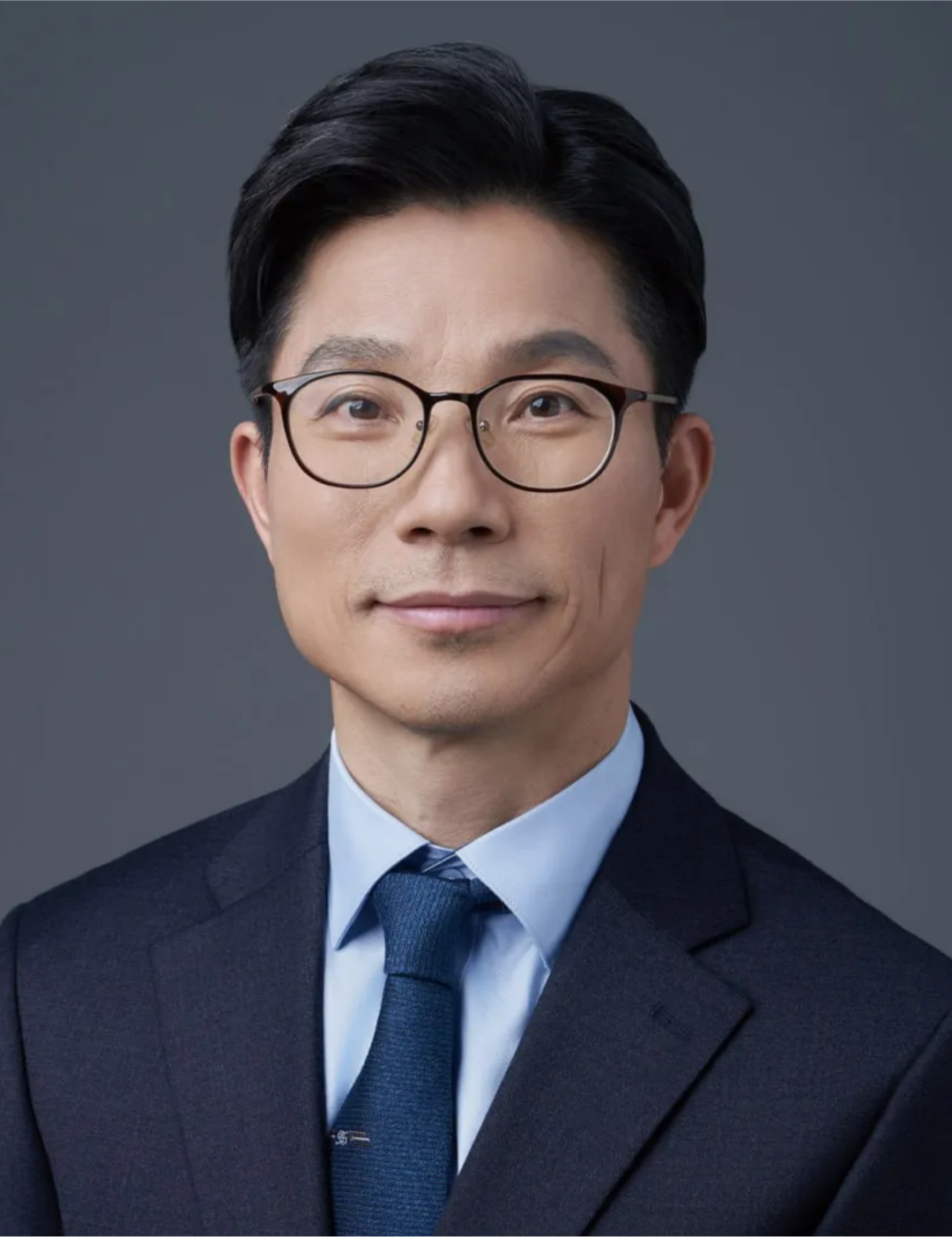
公式写真

鄭 乙虎（チョン・ウロ、朝鮮語: 정을호、1971年1月14日 - ）は、大韓民国の市民運動家、政治家。第22代韓国国会議員。

## 経歴
全羅北道（現・全北特別自治道）高敞郡出身。中央大学校経営学科に進学し、1994年に第36代学生会事務局長を務め、1999年に卒業。卒業した時点ではIMF経済危機による就職難に遭い、参与連帯で平和運動をした。2005年より参与連帯運営委員、韓半島戦略研究院戦略研究室部長、統合民主党対外協力局部長、民主党総務局部長、民主統合党総務局副局長、共に民主党総務調整局局長・党代表秘書室局長・戦略企画局局長・総務調整局局長、共に民主連合創党準備委員長・事務総長などを務めた後、2024年の第22代総選挙で比例代表に当選した。以後、共に民主党全国党員大会準備委員会スポークスパーソン・戦略企画委員会首席副委員長などを務めた。